# 棋霊王杯プロ囲棋戦
棋霊王杯プロ囲棋戦（きれいおうはいぷろいきせん、棋靈王盃職業圍棋賽）は、台湾の囲碁の棋戦。2002年に開始、2004年第3期までで終了。「棋霊王」は「ヒカルの碁」の台湾訳の意味です。
- 主催 台湾棋院
- 優勝賞金 (1期)12万元、(2-3期)10万元

トーナメント戦で、第1、3期は決勝三番勝負、第2期は決勝五番勝負。

## 歴代優勝者と決勝戦
（左が優勝者、第1期は1-2位者）
1. 2002年 彭景華 2-1 林至涵
2. 2003年 林至涵 3-1 陳永安
3. 2004年 林至涵 2-0 黄祥任